# Pseudochromis kristinae
Pseudochromis kristinae är en fiskart som beskrevs av Gill 2004. Pseudochromis kristinae ingår i släktet Pseudochromis och familjen Pseudochromidae. Inga underarter finns listade i Catalogue of Life.